# Демократичний альянс
ДемАльянс (Демократичний Альянс) — політична партія в Україні, створена 2010 року.

## Склад
У команду Демократичного Альянсу входять:
- політична партія «ДемАльянс»;
- всеукраїнська молодіжна громадська організація «Молодь Демократичного Альянсу»;
- громадська організація «Демократичний Альянс Жінок».
- громадська організація «ДемАльянс Допомога».

## Історія
У 2010 році всеукраїнська громадська молодіжна організація «Демократичний Альянс» (до 2007 року — Християнсько-демократична молодь України) ухвалила рішення про створення політичної партії.
8 серпня 2010 року у Києві відбувся Установчий З'їзд політичної партії Демократичний альянс.
Наприкінці грудня 2011 року прийнято рішення про підписання угоди між материнською організацією ВМГО «Молодь Демократичного альянсу» та політичною партією Демократичний альянс.
9 липня 2016 року відбувся ХІ з'їзд, де прийнято рішення про утворення на базі партії відкритої платформи єднання центристських і право-центристських політичних сил.
16 грудня 2017 року на XIV з'їзді було затверджено повну версію програми «Країна, якій вдалося».

## Участь у виборах

### 2012
Партія хотіла взяти участь у парламентських виборах 2012 року, але не змогла зібрати достатньо коштів для внесення застави.

### 2014
25 травня 2014 року партія взяла участь у:
- виборах до Київської міської ради[5]. Результат за списком — 39 712 голосів (3,007111 % при прохідному бар'єрі 3 %). Демократичний альянс отримав 2 місця в Київраді (лідер партії Василь Гацько та Галина Янченко). За мажоритарними округами від ДемАльянсу не пройшов ніхто.
- виборах до Черкаської міської ради і міського голови Черкас (кандидат — Сергій Гончар)[6].
- виборах міського голови Миколаєва (кандидат — Євгенія Матейчук)[7]. Посіла 9-те місце, набравши 3651 голос (2,06 %).

### Парламентські вибори 2014
Партія взяла участь у парламентських виборах 2014 року разом із «Громадянською позицією».

### 2015
26 липня 2015 року партія взяла участь у проміжних виборах до верховної ради у 205 окрузі (кандидат — Ігор Андрійченко), набравши при цьому майже 4000 голосів (8 %) і зайнявши 4-те місце.
25 жовтня 2015 року партія взяла участь у місцевих виборах, при цьому набравши:
- у Заліщиках (Тернопільська обл.) — 15,14 %
- у Новогородівці (Донецька обл.) — 15,12 %
- у Броварах (Київська обл.) — 8,64 %
- у Винниках (Львівська обл.) — 7 %
- у Радомишлі (Житомирська обл.) — 6 %
- у Чернігові — 5,3 %
- у Києві — 4,6 %
- у Ніжині — 4,3 %
- у Ужгороді — 3 %
- у Миколаєві — 3 %
- у Одесі — 2,9 %
- у Львові — 2 %
- у Сумах — 1,6 %
- у Харкові — 1 %
- у Черкасах — 0,87 %
- у Дніпропетровську — 0,77 %
- у Запоріжжі — 0,41 %

### Парламентські вибори 17 липня 2016 року
ДемАльянс брав участь у довиборах до Парламенту у 206 виборчому окрузі (Чернігівщина). Кандидатом від ДемАльянсу виступив Ігор Андрійченко.

### Місцеві вибори-2020
Під час місцевих виборів 2020 року партія мала свого кандидатів на посаду міського голови і депутатів міської ради м. Дніпро.

## Цілі
Партія будується і діє за трьома принципами:
1. Відкритість і підзвітність суспільству
2. Фінансова прозорість
3. Колективне лідерство

## Міжнародна діяльність
Протягом всього періоду свого функціонування Демократичний Альянс приділяв значну увагу міжнародним аспектам своєї діяльності. Організація отримала повноправне членство в таких двох великих молодіжних європейських об'єднаннях, як YEPP (Youth European Peoples Party) та DEMYC (Democrat Youth Community of Europe).
Членом YEPP Демократичний Альянс став у 1996 році, а членом DEMYC — у 1998.
Представникам Демократичного Альянсу були обраними до керівних органів YEPP та DEMYC. У 2001 році Владислав Синяговський, який на той час був Генеральним Секретарем Демократичного Альянсу, став Віце-президентом DEMYC. А у 2004 році Галина Фоменченко, яка на час обрання обіймала посаду Міжнародного Секретаря організації, стала Віце-президентом YEPP, так само і Анатолій Король, теж Міжнародний Секретар організації, у 2009 році став Віце-президентом YEPP. Таким чином, Демократичний Альянс є однією з не багатьох організацій Східної Європи, чиї представники входили до керівних органів найбільших молодіжних європейських утворень.
За час своєї діяльності в YEPP та DEMYC Демократичний Альянс багато разів виступав ініціатором різних рішень та політичних резолюцій. Активність організації сприяла встановленню партнерських стосунків з багатьма молодіжними організаціями європейських країн, які втілилися в десятки реалізованих проектів в Україні і поза її межами.
Окрім своєї традиційної діяльності у межах вищезгаданих платформ Європи, організація започаткувала активне співробітництво з таким вже немолодіжним загальноєвропейським об'єднанням як Пан'європейський Союз (PanEuropean Union) та отримала повноправне членство в Інституті Роберта Шумана (Robert Schuman Institute).
Демократичний Альянс став єдиною національною молодіжною організацією в Європі та єдиним представником України, що має членство в Інституті Роберта Шумана (Robert Schuman Institute). Таким чином, Інститут Роберта Шумана став третьою міжнародною організацією після Молоді Європейської Народної Партії (YEPP) та Демократичної Молодіжної Співдружності Європи (DEMYC), повноправне членство в якій має Демократичний Альянс.
Вступ організації до Об'єднання «Інститут Роберта Шумана» засвідчує подальший розвиток міжнародної діяльності Демократичного Альянсу та підсилення його позицій на громадсько-політичному європейському рівні. Враховуючи те, що до вступу Демократичного Альянсу в це об'єднання з молодіжних структур входила лише міжнародна загальноєвропейська студентська платформа EDS та те, що його членами є такий гігант європейської політики як Європейська Народна Партія та велика кількість національних партій європейських країн, отримання статусу повноправного члена є беззаперечним успіхом для організації.
Представники Демократичного Альянсу щороку відвідують десятки міжнародних заходів, які відбуваються в різних країнах Європи, керівництво організації проводить велику кількість зустрічей з політиками загальноєвропейського рівня.
Демократичний Альянс здійснює активне двостороннє співробітництво з молодіжними організаціями Європи.

## Керівні органи партії
Найвищим керівним органом Демократичного Альянсу є З'їзд, який скликається один раз на два роки.
У період між З'їздами, керівним органом Демократичного Альянсу є Політична Рада, яка формується з Голови Партії, членів Правління Партії, голови та заступників голови депутатської фракції Партії у Верховній Раді України, голів обласних територіальних партійних організацій, голів територіальних організацій міст Києва та Севастополя, голови Центральної контрольно-ревізійної комісії Партії.
У період між З'їздами та засіданнями Координаційної Ради Демократичного Альянсу, діяльністю організації керує її Правління. До складу Правління входять обрані на З'їзді Голова (співголови) Партії.
Головує на засіданнях Політичної Ради та Правління Демократичного Альянсу Голова (співголова) партії, який, також, здійснює оперативне керівництво партією між їх засіданнями.

### З'їзд партії
9 липня 2016 року відбувся ХІ З'їзд партії, на якому було затверджено такий склад Правління партії:

### Правління партії
- Василь Гацько — співголова партії;
- Світлана Заліщук — співголова партії, народний депутат України;
- Зоя Буйницька — член Правління;
- Вікторія Пташник — народний депутат України, член Правління;
- Сергій Лещенко — народний депутат України, член Правління;
- Мустафа Найєм — народний депутат України, член Правління;
- Світлана Коломієць — член Правління;
- Владислав Оленченко — член Правління;
- Андрій Длігач — член Правління;
- Олег Дерев'янко — член Правління
- Максим Черкасенко — член Правління.

19 листопада 2016 року на ХІІ З'їзді було переобрано керівні органи партії і затверджено у складі:
- Василь Гацько — співголова партії;
- Вікторія Пташник — співголова партії, народний депутат України;
- Владислав Оленченко — член Правління;
- Максим Черкасенко — член Правління;
- Артем Романюков — член Правління;
- Ігор Андрійченко — член Правління;
- Євгенія Матейчук — член Правління.

16 грудня 2018 року на XIV З'їзді було переобрано керівні органи партії і затверджено у складі:
- Василь Гацько — співголова партії;
- Андрій Саук — співголова партії;
- Максим Черкасенко — член Правління;
- Віталій Безгін — член Правління;
- Христина Морозова — член Правління;
- Олег Берестовий — член Правління.

8 вересня 2019 року на з'їзді було переобрано керівні органи партії і затверджено у складі:
- Роман Колесник — член Правління;
- Анастасія Шимчук — член Правління;
- Олег Берестовий — член Правління;
- Борис Данилов — член Правління;
- Тарас Яворський — член Правління.

11 липня 2020 року ХХ З'їзд ДемАльянсу обрав нових Співголів та Правління:
- Микита Муренко — Співголова партії;
- Олександр Кучинський — Співголова партії;
- Катерина Стоколяс — член Правління;
- Галина Фесюк — член Правління;
- Андрій Чибуровський — член Правління.

За результатами XX З'їзду партії, Співголовами ДемАльянсу стали Микита Муренко (21 рік, юрист) та Олександр Кучинський (23 роки, політолог). Це є рекордним віковим показником для лідерів партії в українській політиці.

## Колишні члени
- Андрусів Віктор Володимирович (2010–2014 роки)[16]
- Богданович Андрій Якович (2012–2014 роки)
- Мокренюк Сергій Миколайович (2014 рік)